# Fokker D.VII
Fokker D.VII là một loại máy bay tiêm kích của Đế quốc Đức trong Chiến tranh thế giới I, do Reinhold Platz thuộc Fokker-Flugzeugwerke thiết kế.

## Biến thể
- V 11:
- V 21:
- V 22:
- V 24:
- V 31:
- V 34:
- V 35:
- V 36:
- V 38:

## Quốc gia sử dụng

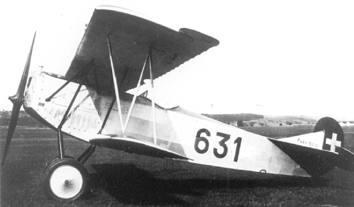
Fokker D.VII thuộc Thụy Sĩ

ArgentinaKhông quân Hải quân Argentina (sau chiến tranh)
 Austria-HungaryHải quân Áo-Hung
 Bỉ
- Không quân Bỉ (sau chiến tranh)

 BulgariaKhông quân Bulgary
 Tiệp Khắc(sau chiến tranh)
 Đan Mạch(sau chiến tranh)
 Phần LanKhông quân Phần Lan (sau chiến tranh)
 German Empire
- Luftstreitkrafte
- Kaiserliche Marine

 Hungary(sau chiến tranh)
 Hà Lan(sau chiến tranh)
 LatviaKhông quân Latvia (sau chiến tranh)
 Lithuania(sau chiến tranh)
 Ba LanKhông quân Ba Lan (sau chiến tranh)
 RomaniaKhông quân Hoàng gia Romania (sau chiến tranh)
 Liên XôKhông quân Liên Xô (sau chiến tranh)
 Thụy ĐiểnKhông quân Thụy Điển (sau chiến tranh)
 Thụy SĩKhông quân Thụy Sĩ
 Đế quốc OttomanKhông quân Ottoman
 United States
- Cục Không quân Lục quân Hoa Kỳ (sau chiến tranh)
- Thủy quân Lục chiến Hoa Kỳ (sau chiến tranh)

## Tính năng kỹ chiến thuật (D.VII với động cơ Mercedes D.III)

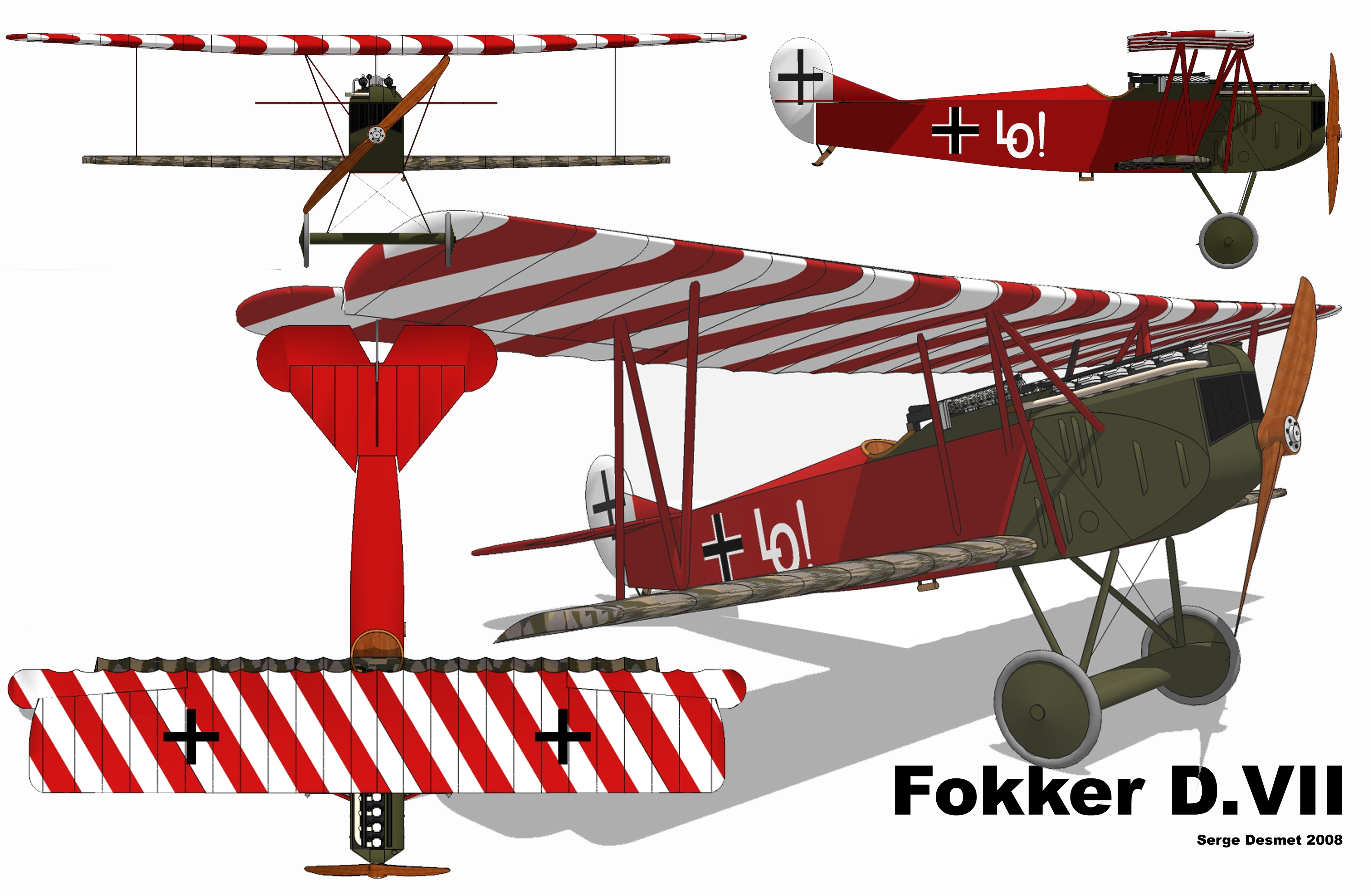
Fokker D.VII

Dữ liệu lấy từ 
Đặc tính tổng quan
- Kíp lái: 1
- Chiều dài: 6,954 m (22 ft 10 in)
- Sải cánh: 8,9 m (29 ft 2 in)
- Chiều cao: 2,75 m (9 ft 0 in)
- Diện tích cánh: 20,5 m2 (221 foot vuông)
- Trọng lượng rỗng: 670 kg (1.477 lb)
- Trọng lượng có tải: 906 kg (1.997 lb)
- Động cơ: 1 × Mercedes D.III , 120 kW (160 hp)   

  - hoặc 1x 130,5 kW (175 hp) Mercedes D.IIIa
  - hoặc 1x 137,95 kW (185 hp) BMW IIIa

Hiệu suất bay
- Vận tốc cực đại: 189 km/h (117 mph; 102 kn) 

  - Động cơ BMW IIIa - 200 km/h (124 mph)
- Trần bay: 6.000 m (19.685 ft) [2]
- Vận tốc lên cao: 3,92 m/s (772 ft/min) 

  - Động cơ BMW IIIa - 9,52 mét trên giây (1.874 ft/min)

Vũ khí trang bị

- Súng: 2× súng máy LMG 08/15 "Spandau" 7,92 mm (.312 in)